# Hôtel Cujas
Pour les articles homonymes, voir Cujas.
L’hôtel Cujas, qui abrite le musée du Berry, à Bourges, porte le nom du jurisconsulte Jacques Cujas (1520 - 1590).

## Historique
Construit à l'origine pour un marchand florentin du nom de Durand Salvi en 1515, son architecte fut sans doute Guillaume Pelvoysin. Jacques Cujas l'acheta en 1585 à Jacques Bochetel et y mourut en 1590.
L'hôtel a été transformé en gendarmerie en 1826. La ville de Bourges achète l'hôtel en 1879 pour y installer le musée municipal en 1891 après sa restauration devenu le musée du Berry en 1912.

## Architecture
Le bâtiment connut des modifications, notamment l'ajout de deux tourelles de part et d'autre du corps de logis en 1565 alors que l'évêque de Rennes, Bernardin Bochetel, en était le propriétaire.
La façade  donnant sur la cour intérieure est parée de briques rouges et de losanges de briques noires. Elle est de style gothique flamboyant.

## Classement
Hôtel Cujas fait l’objet d’un classement au titre des monuments historiques par la liste de 1862.

## Photographies

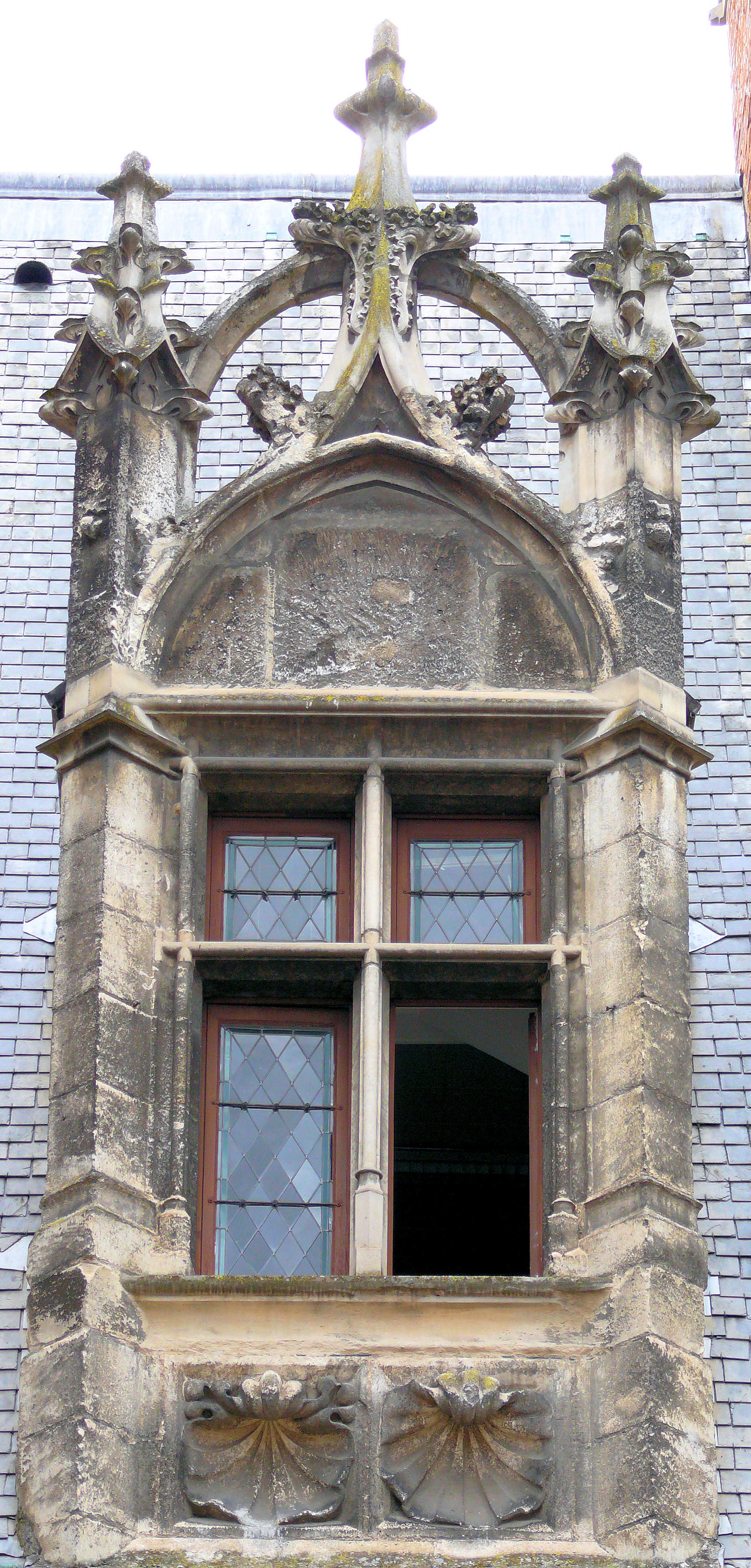
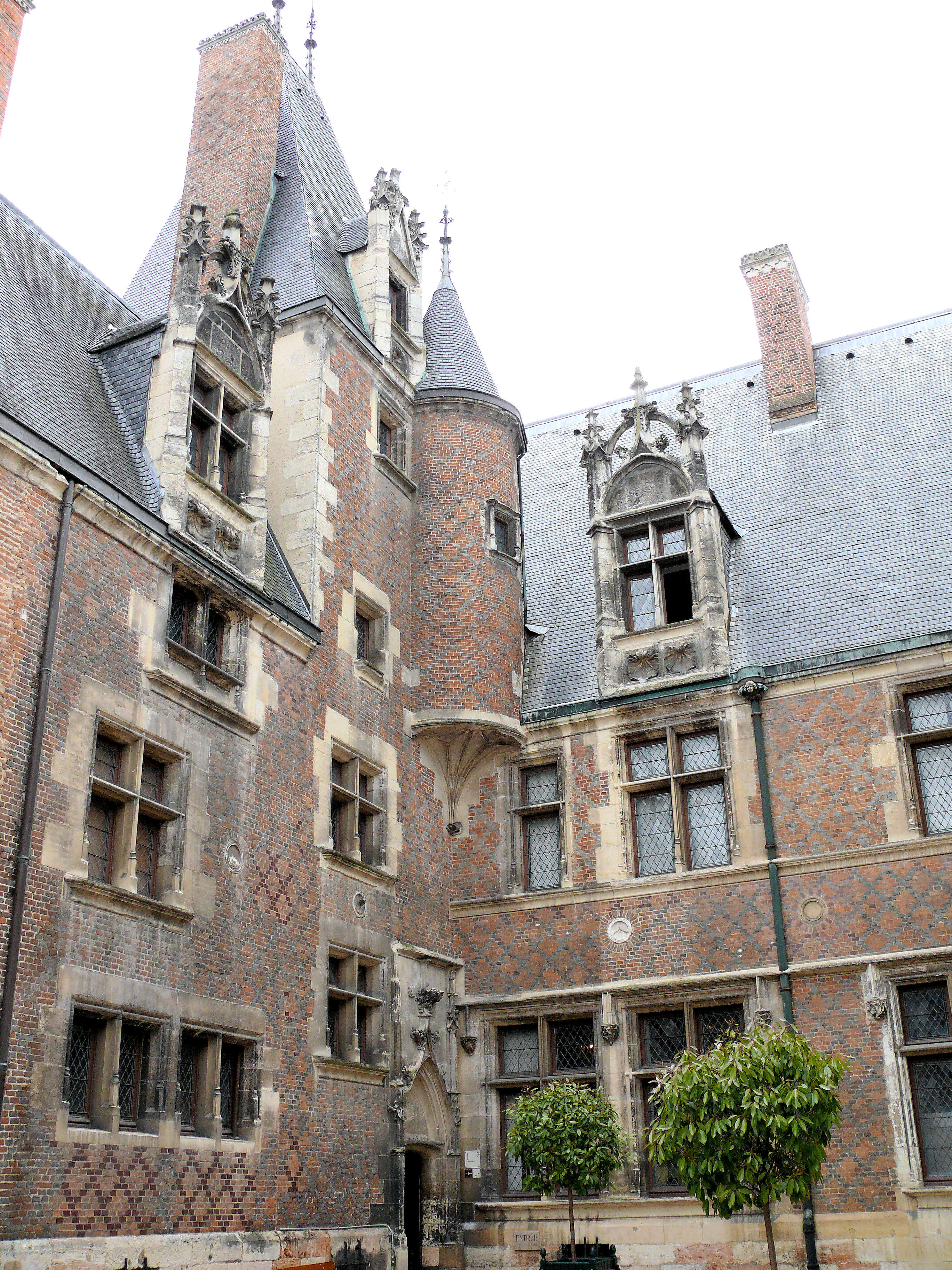
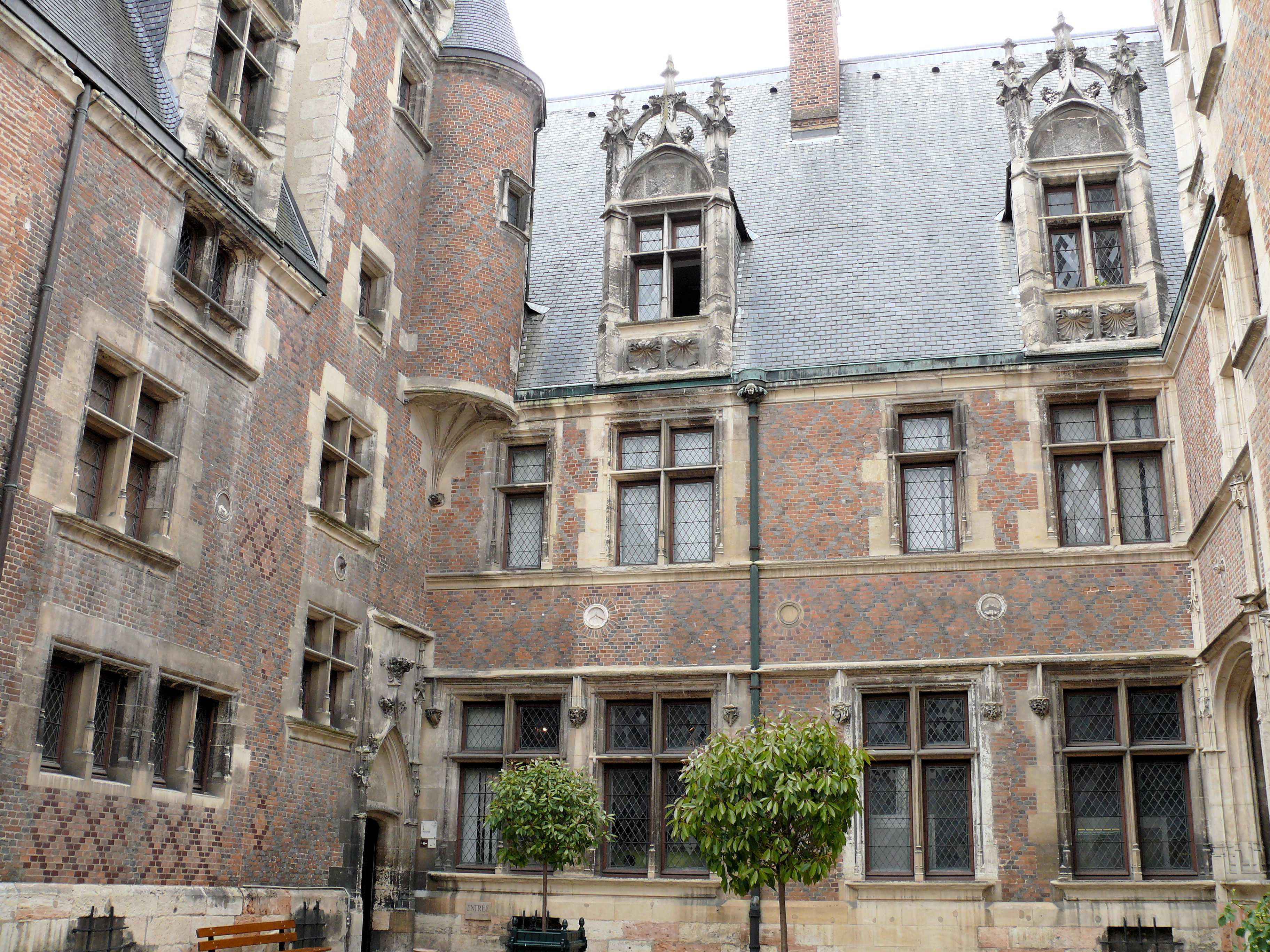
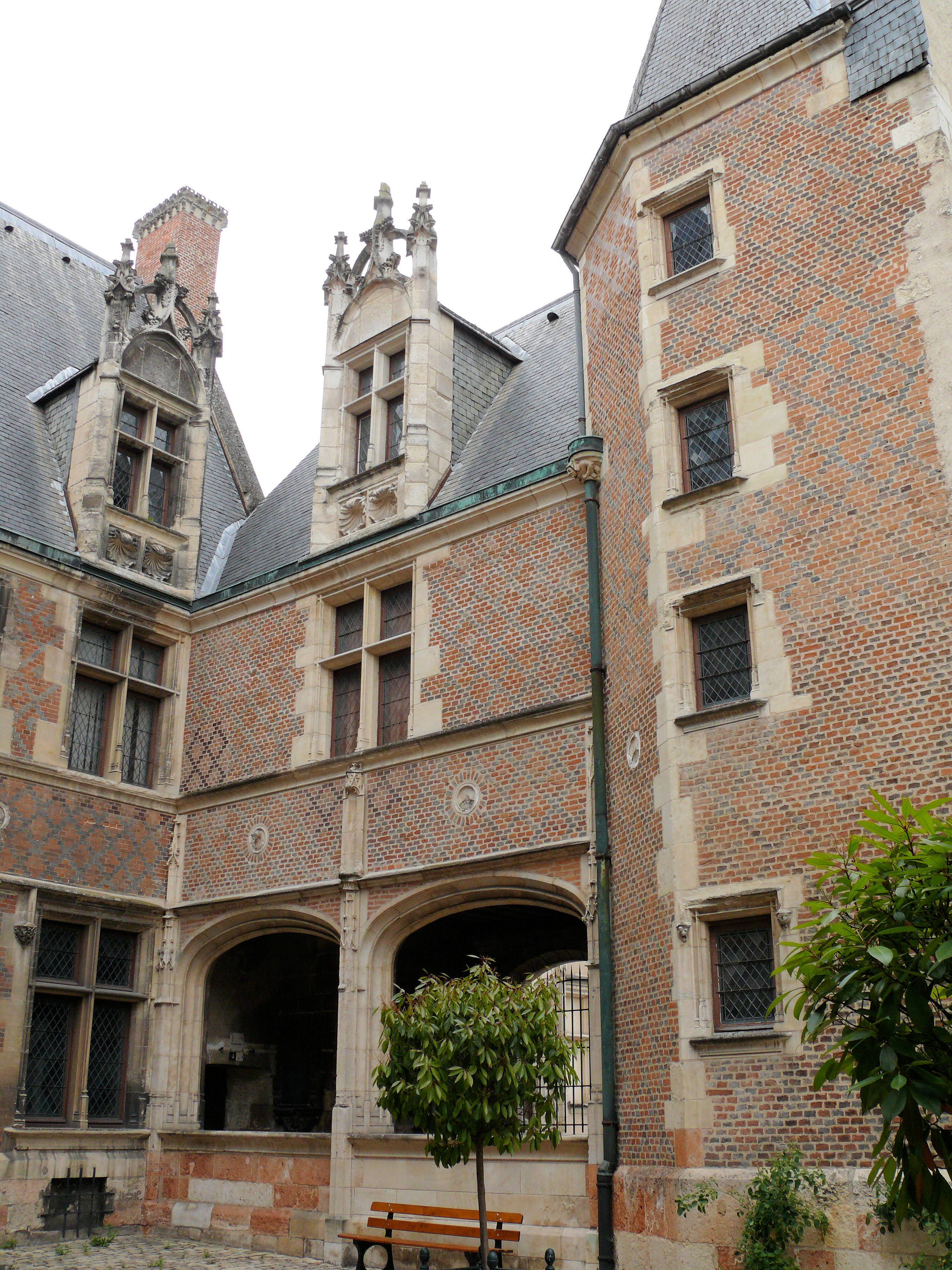

## Le musée
Acquis par la ville de Bourges en 1877, il accueille depuis 1891 le musée de Bourges devenu le Musée du Berry en 1912.